# Thomas Atkins
Pour les articles homonymes, voir Atkins.
Thomas Atkins (né le 18 juillet 1887 à Springfield (Massachusetts), et mort le 18 juin 1968  à Los Angeles() est un réalisateur américain.

## Filmographie partielle
- 1920 : Out of the Snows (en) (assistant-réalisateur de Ralph Ince)
- 1928 : L'Amazone des mers (Blockade) (assistant-réalisateur de George B. Seitz)
- 1931 : Three Who Loved (en) (assitant-réalisateur de George Archainbaud)
- 1933 : Gloire éphémère (Morning Glory) (assistant-réalisateur de Lowell Sherman)
- 1934 : The Silver Streak (en)
- 1935 : Hi, Gaucho! (en)
- 1935 : Mutiny Ahead (en)